# Цяоси (Чжанцзякоу)
Цяоси́ (кит. упр. 桥西, пиньинь Qiáoxī, буквально: «к западу от моста») — район городского подчинения городского округа Чжанцзякоу провинции Хэбэй (КНР).

## История
Именно здесь находился старый город Чжанцзякоу.
Район Цяоси был образован в 1955 году. В 1961 году он был расформирован, а его территория была разделена на три района, но в 1963 году район был воссоздан.

## Административное деление
Район Цяоси делится на 7 уличных комитетов и 2 посёлка.